# Каролина Гессен-Гомбургская (княгиня Рейсс)
Каролина Амалия Елизавета Гессен-Гомбургская (нем. Caroline von Hessen-Homburg; 19 марта 1819, Бад-Хомбург-фор-дер-Хёэ — 18 января 1872, Грайц) — принцесса Гессен-Гомбургская, дочь ландграфа Гессен-Гомбурга Густава и принцессы Ангальт-Дессау Луизы, жена князя Рейсс-Грейца Генриха XX. Регентша Рейсс-Грейца в 1859—1867 годах при своём сыне Генрихе XXII.

## Биография
Родилась 19 марта 1819 года в Хомбурге. Она была первым ребёнком принца Густава Гессен-Гомбургского и его жены Луизы Ангальт-Дессау. Позже в браке родились дочь Елизавета и сын Фридрих. Правителем Гессен-Гомбурга в это время был дедушка Каролины Фридрих V. Мать Каролины - Луиза, приходилась своему мужу  родной племянницей и от рождения была глухой.
Семья жила в Гомбургском замке. В январе 1839 года отец Каролины принц Густав стал кронпринцем Гессен-Гомбурга. Ландграфством стал править его старший брат Филипп, который не имел наследников, и отец Каролины в будущем должен был унаследовать престол.
В 20 лет Каролину выдали замуж за 45-летнего князя Рейсс-Грейца Генриха XX. 1 октября 1839 года в Хомбурге они сыграли свадьбу. В браке появилось 5 детей:
- Гермина (1840—1890), жена принца Гуго фон Шонбург-Вальденбург, в браке родилось четверо детей.
- Генрих XXI (11 февраля—14 июня 1844), умер через 4 месяца после рождения.
- Генрих XXII (1846—1902), следующий князь Рейсс-Грейца в 1859—1902 годах. Женился на принцессе Иде Матильде Шаумбург-Липпской.
- Генрих XXIII (1848—1861), прожил 13 лет.
- Мария (1855—1909), жена графа Фридриха Изенбург-Меергольц, детей в браке не было.

Семья проживала в Нижнем дворце Грайца. В 1859 году Генрих XX скончался, после чего Каролина стала регентшей при их среднем сыне Генрихе XXII. Во время регентства она посвятила в бароны Б. В. Кёне.
С началом Австро-прусской войны в 1866 году Каролина поддерживала Австрийскую Империю. Княжество было оккупировано Пруссией, но благодаря вмешательству Карла Александра, герцога Саксен-Веймар-Эйзенахского и представителей другой ветви Рейсс, княжество сохранилось, но стало частью Северо-Германского союза. Этому способствовало то что в 1867 году Генрих XXII начал самостоятельное правление .
Пруссия согласилась принять контрибуцию размером в 100000 талеров, половина из которых была выплачена из личных средств регентши.
В марте 1866 года умер дядя Каролины - Фердинанд и родина Каролины Гнссен-Гомбург отошли сначала Гессен-Дармштаду, а после австро-прусской войны к Пруссии. После смерти в март 1871 года Августы стала последней представительницей Гессен-Гомбургского дома. Каролина оказалась единственной наследницей богатств ландграфини Елизаветы. Большую часть наследства Каролина продала на четырех аукционах в 1867 году. 
Княгиня скончалась 18 июня 1872 года, через год после провозглашения Германской империи. Похоронена в церкви Святой Марии в Грайце.

## Комментарии
1. ↑  У Фридриха V было 8 сыновей, 5 из которых правили Гессен-Гомбургом друг за другом: Фридрих VI в 1820-1829 годы, Людвиг в 1829-1839 годы, Филипп в 1839-1846 годы, Густав в 1846-1848 годы, Фердинанд в 1848-1866 годы[3]
2. ↑  Возможно этому браку поспособствовали тёти Каролины - Каролина Ульрика Луиза и Луиза Ульрика Шварцбург-Рудольштадтские[4]

### Дополнительная библиография
- Фридрих Вильгельм Требге: Spuren im Land. Aus der Geschichte des apanagierten thüringisch-vogtländischen Adelshauses Reuß-Köstritz. 2., ergänzte Auflage. Vogtländischer Altertumsforschender Verein zu Hohenleuben, Hohenleuben 2005.
- Томас Гехрляйн: Das Haus Reuß. Älterer und Jüngerer Linie (= Deutsche Fürstenhäuser. 19). 2., überarbeitete Auflage. Börde-Verlag, Werl 2006, ISBN 3-9810315-3-9.